# Igreja de São Pedro (Angra do Heroísmo)
A Igreja de São Pedro localiza-se na freguesia de São Pedro, município de Angra do Heroísmo, na ilha Terceira, nos Açores.

## História
Anteriormente a 1572 deve ter constituído a sede de um pequeno curato, pois nesse ano foi elevada à categoria de paróquia, com o lugar de São Bento, conforme se deduz da leitura dos "Anais da Ilha Terceira" de Francisco Ferreira Drummond a propósito da igreja deste último lugar. Sob a invocação de São Pedro Apóstolo, o seu estilo é semelhante ao de muitas outras igrejas terceirenses.
Já em 1904, Alfredo da Silva Sampaio informava que a sua arquitectura, e as suas dimensões eram exíguas para a população da freguesia à época.

## Características
Neste templo verifica-se a circunstância de o orago não estar no nicho central da capela-mor mas sim numa capela lateral a seguir à do Santíssimo Sacramento. Na capla-mor, em seu lugar, informa ainda Sampaio, encontra-se uma imagem de Nossa Senhora do Amparo.
O mesmo autor regista ainda que:
- a igreja possuía no respectivo coreto um pequeno órgão que havia sido pertença da Igreja de São Salvador;
- entre as alfaias nelas existentes, havia uma píxide digna de ser vista como objecto de arte;
- a sacristia possuía grandes dimensões.